# Вагонмаш

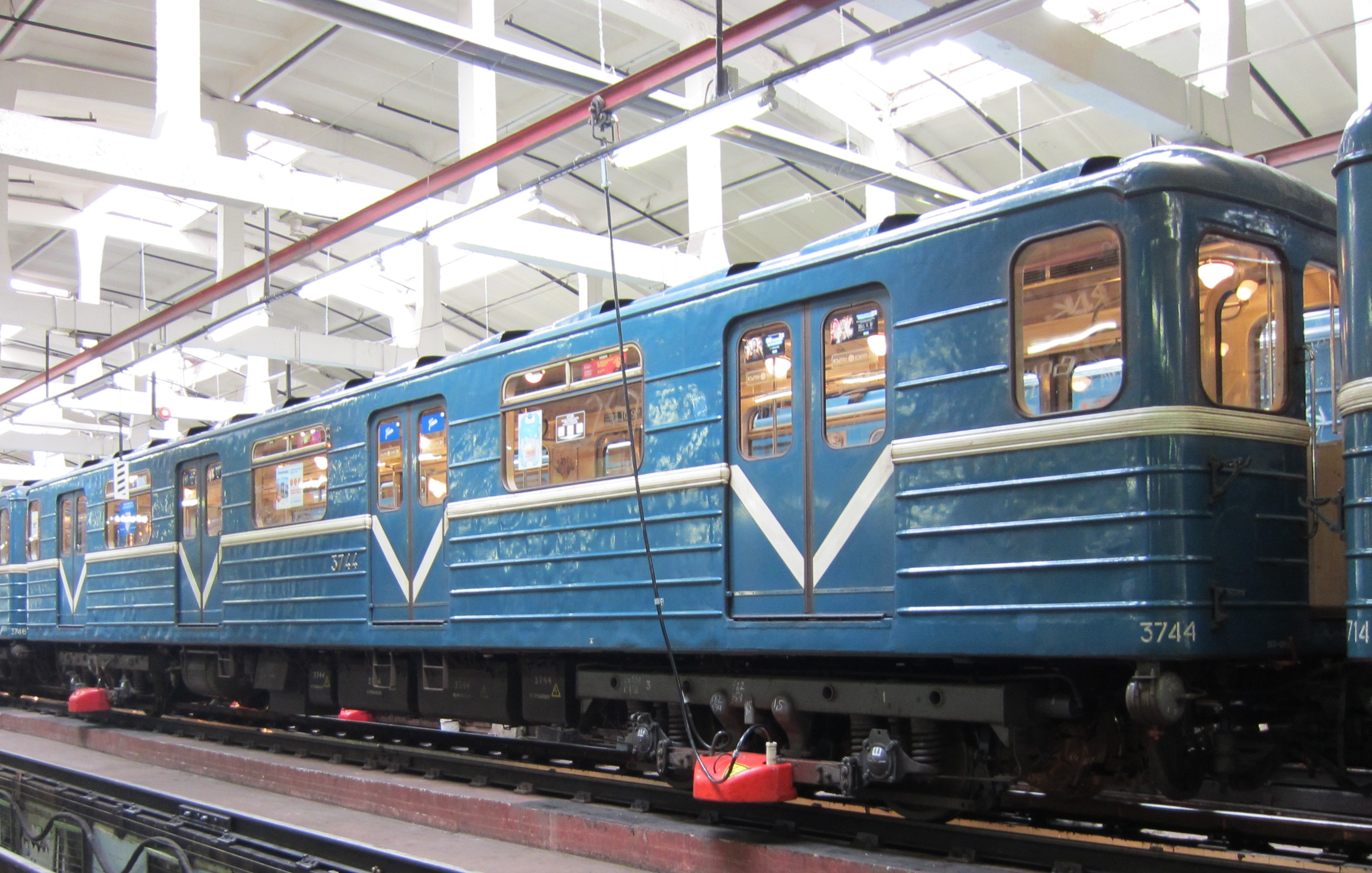
Перший метровагон Ленінградського вагонобудівного заводу — Ем № 3744 (на фото вагон вже після проходження КВР)

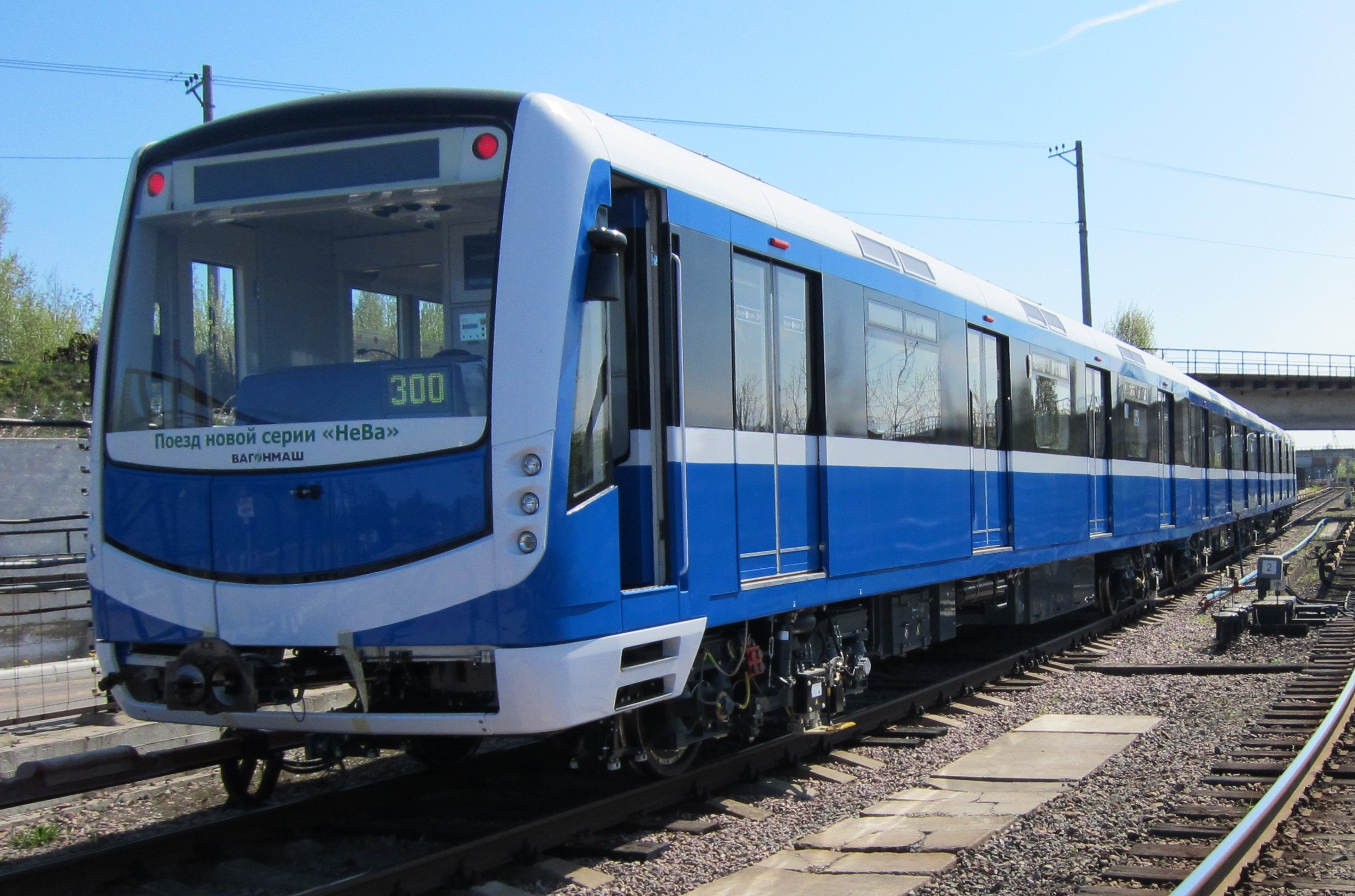
НеВа в електродепо «Невське» (2011)

ЗАТ «ВАГОНМАШ» (колишній Ленінградський Ордена Жовтневої Революції і Ордена Червоної Зірки вагонобудівний завод ім. І. Є. Єгорова, або ЛВЗ) — підприємство Росії, яке займалося виробництвом пасажирських вагонів для залізниць і електровагонів для рухомого складу метрополітену.

## Історія заводу
Завод був заснований в 1874 році вихідцем з Шотландії Ф. К. Рештке.
Спочатку спеціалізувався на металообробці.
З 1897 року переорієнтовується на випуск вагонів і був перейменований в Петербурзький вагонобудівний завод.
У 1911 році завод увійшов до складу монополії (синдикату) «Продвагон».
Незабаром після Жовтневої революції 1917 року завод перейшов у власність Радянської держави, а в 1922 році отримав ім'я учасника революційного руху І. Є. Єгорова.
В 20-ті — 30-ті роки XX століття завод випускав пасажирські вагони для приміських поїздів і поїздів далекого прямування.
У 1939 році тут збудовано перший радянський суцільнометалевий вагон.
У роки Німецько-радянської війни перейшов на військову продукцію.
З травня 1968 Ленінградський вагонобудівний завод приступив до серійного виробництва моторвагонних поїздів для рухомого складу метрополітену.
Постачальником візків для електровагонів ЛВЗ був Митищенський машинобудівний, пізніше — Калінінський вагонобудівний завод.
Підприємство випускало вагони типу Ем і їх модифікації, а з 1980 року переорієнтувався на виробництво більш досконалих вагонів моделей 81-717/714.
На початку 1990-х років ЛВЗ імені І. Є. Єгорова був приватизований і трансформований в ЗАТ «Вагонмаш». Через конкуренцію з Метровагонмашем і припиненням закупівель в 1995 році Московським метрополітеном ЛВЗ був змушений припинити виробництво. У 1997 році завод відновив виробництво продукції вже на власній елементній та модельній базі.
У 2003 придбаний групою «Дедал».
У 2007—2008 підприємство будує вагони далекого прямування для РЗ і електровагони для метрополітенів.
На даний момент вагони, вироблені заводом, використовуються більшістю метрополітенів Росії і країн СНД, а також в ряді інших країн.
За оцінкою експертів, на початок 2008 року підприємство займає близько 12 % російського ринку магістральних залізничних вагонів, і близько 7 % ринку вагонів метрополітену.
У 2012 році підприємство вперше за останні півстоліття програло конкурс на поставку вагонів Петербурзькому метрополітену, так як конкурс на їх поставку в 2012—2014 роках виграло інше петербурзьке підприємство ОЕВРЗ, що входить у «Трансмашхолдинг». Втім, вже в кінці 2012 року завод виграв конкурс на поставку вагонів «НеВа».
Починаючи з 2012 року зазнає фінансових труднощів, виробництво на «Вагонмаші» і ПТМЗ практично зупинено. Компаніями, яким заборгувало підприємство, подано позов про банкрутство підприємства. Навесні 2013 року підприємство відправило останні випущені метровагони для Києва, також був випущений склад для Новосибірська, дозбірку здійснював Октябрьський електровагоноремонтний завод. Кузови, що залишились, для вагонів метро були продані ОЕВРЗ, який зібрав з них вагони 81-717.5 П/714.5 П для Петербурзького метрополітену.
5 квітня 2012 року судовими приставами за 4-ма виконавчими листами загальною сумою понад 30 мільйонів рублів були арештовані 10 вагонів метрополітену в різній стадії готовності — від 75 % до 90 % та фарбувально-сушильна камера. Імовірно, вагони призначалися для метрополітенів Новосибірська і Мінська.
В грудні 2013 визнаний банкрутом, введено конкурсне виробництво. Будівлі заводу знесені. Почалася житлова забудова території заводу.
В даний час під назвою ТОВ «Вагонмаш» на майданчику Кіровського заводу працює спільне підприємство Škoda Transportation (51 %) і Кіровського заводу (49 %), відновлено виробництво вагонів «НеВа».

## Випуск вагонів для метрополітену
Кількість електровагонів, побудованих ЛВЗ у 1968—1975 роки
- 1968 — 27
- 1969 — 86
- 1970 — 109
- 1971 — 120
- 1972 — 121
- 1973 — 130
- 1974 — 135
- 1975 — 140

## Власники і керівництво
Статутний капітал підприємства 85 тисяч рублів, він розділений на 85 000 звичайних акцій номіналом 1 рубль.
Основний акціонер «Вагонмаша» — «Ді енд Ар Індастрі Лімітед» (91,36 % акцій, Кіпр, акції належать групі «Дедал»).
Генеральний директор:
- Сергій Кияшко (з 12 січня 2008 року)
- Андрій Кабанов (з 1 лютого 2008 року на 5 років)[4], в 2011 перейшов на посаду голови ради директорів
- Павло Цеснек (з 24 березня 2011)
- Андрій Кабанов (2012)

В даний час відчуває фінансові труднощі. Багатьма компаніями, яким заборгував «Вагонмаш», був поданий позов про банкрутство підприємства.

## Замовлення та замовники
Головними споживачами продукції заводу є державний концерн «Російські залізниці», Державна адміністрація залізничного транспорту України «Укрзалізниця», російські, а також іноземні (Київський, Варшавський і ін) метрополітени.
У 2009—2011 роках завод поставив Мінському вагоноремонтному заводу ім. О. Ф. М'яснікова 135 комплектів пасажирських вагонів вартістю близько 800 млн руб.